# 円葉目
円葉目（えんようもく、Cyclophyllidea）は扁形動物門条虫綱に属する目。おもに鳥類や哺乳類を終宿主とする寄生虫からなる。条虫綱の中でも最大の多様性があり、16科437属3000種以上が認識されている。

## 形態
通常は頭節(scolex)に4つの丸い吸盤(sucker)があり、片節(proglottid)には後部に卵黄腺(vitellarium)、側部に生殖孔(genital pore)があることを特徴とする。

## 分類
論者によって異同あるが、以下16科が認識されている。
- Acoleidae Fuhrmann, 1899
- Amabiliidae Braun, 1900
- 裸頭条虫科 Anoplocephalidae Blanchard, 1891
- Catenotaeniidae Spasskii, 1950
- ダベン条虫科 Davaineidae Braun, 1900
- ジレピス科 Dilepididae Fuhrmann, 1907
- Dioicocestidae Southwell, 1930
- ディピリジウム科 Dipylidiidae Railliet, 1896
- Gryporhynchidae Spasskii & Spasskaya, 1973
- 膜様条虫科 Hymenolepididae Perrier, 1897
- Mesocestoididae Perrier, 1897
- Metadilepididae Spasskii, 1959
- Nematotaeniidae Lühe, 1910
- Paruterinidae Fuhrmann, 1907
- Progynotaeniidae Fuhrmann, 1936
- テニア科 Taeniidae Ludwig, 1886

### 系統関係
円葉目の内部の系統関係はまだ十分に検討されていないが、
- Mesocestoididae科が基部に位置する[1]。
- Amabiliidae科とDioicocestidae科Dioicocestinae亜科は近縁[1]。
- Progynotaeniidae科、Acoleidae科、Dioicocestidae科Gyrocoeliinae亜科は近縁[1]。
- 裸頭条虫科は少なくとも一部（Linstowiinae亜科）が単系統とならない[1]。
- 膜様条虫科と裸頭条虫科が比較的近縁[1]。
- テニア科が単系統とならない[2]。

などの可能性が指摘されている。